# North Arcot

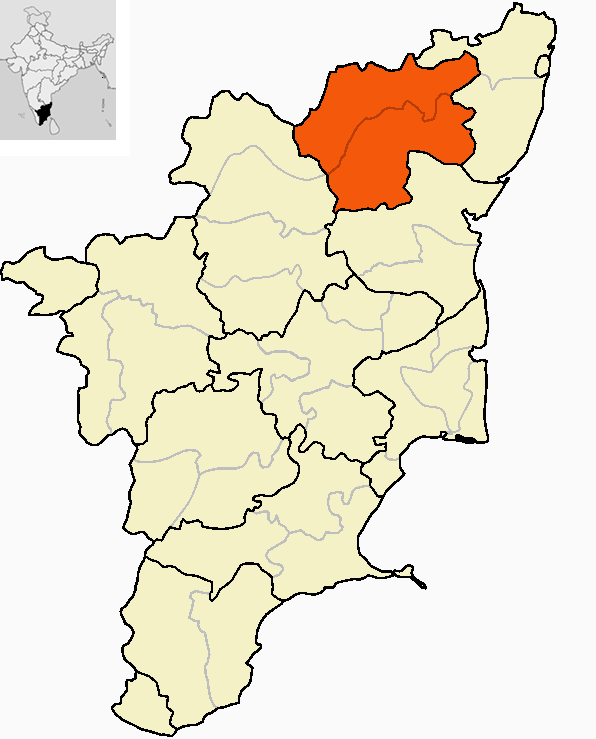
Lagekarte des ehemaligen Distrikts North Arcot

North Arcot ist ein ehemaliger Distrikt in Indien. Er bestand von 1801 bis 1989 und umfasste zuletzt das Gebiet der heutigen Distrikte Vellore, Ranipet, Tirupattur und Tiruvannamalai im Bundesstaat Tamil Nadu.
Der Distrikt North Arcot entstand im Jahr 1801, als der Nawab von Arcot, der zuvor die nördlichen Teile des heutigen Tamil Nadu beherrscht hatte, seine Territorien an die Britische Ostindien-Kompanie abtrat. Das Gebiet von Arcot wurde in die Distrikte North Arcot und South Arcot geteilt und der Präsidentschaft Madras unterstellt. Nach der indischen Unabhängigkeit kam der Distrikt North Arcot im Zuge des States Reorganisation Act 1956 an den neuformierten Bundesstaat Madras, der nunmehr die tamilischsprachigen Gebiete umfasste und 1969 in Tamil Nadu umbenannt wurde. 1989 wurde der Distrikt North Arcot in die Distrikte North Arcot Ambedkar (heute Distrikt Vellore) und Tiruvannamalai-Sambuvarayar (heute Distrikt Tiruvannamalai) geteilt. Vom Distrikt Vellore wurden wiederum im Jahr 2019 die Distrikte Ranipet und Tirupattur abgespalten.